# Пелаэс, Амелия
Амелия Пела́эс дель Касаль (исп. Amelia Peláez del Casal; 5 января 1896, Ягуахай, провинция Санкти-Спиритус, Куба — 8 апреля 1968, Гавана) — кубинская художница.

## Биография
Амелия Пелаэс родилась в 1896 году в Ягуахай. В 1915 году вместе с семьей приехала в Гавану, училась в Национальной школе изящных искусств под руководством Леопольдо Романьяча. В 1924 году впервые показала свои работы на коллективной выставке. Получив небольшой правительственный грант, она отправилась в Нью-Йорк, где шесть месяцев обучалась в Лиге Искусств. Получив грант большего размера, в 1927—1934 годах она жила в Париже, посещала Академию Гранд Шомьер, Высшую школу изящных искусств, Школу Лувра. В это время совершала короткие поездки в Испанию, Италию и другие страны. В 1931—1934 годах брала уроки у Александры Экстер.
Вернувшись на Кубу, сблизилась с кругом Лесама Лимы, публиковалась на страницах руководимых им журналов, включая Orígenes. В 1950 году открыла собственную мастерскую в Сан-Антонио-де-лос-Баньос, занималась керамикой, стенописью. Ей принадлежит оформление фасада гаванского отеля Хилтон и др.

## Активность и признание
В 1938 году получила приз в Национальной экспозиции художников и скульпторов. Входила в круг основателей Ассоциации художников и скульпторов Кубы (1949), Союза писателей и художников Кубы (1961). Участвовала в биеннале в Сан-Паулу (1951, 1957), в Венецианской биеннале (1952). В 1958 году была почётной гостьей и членом жюри на Первой межамериканской биеннале живописи и печати в Мехико.
Лауреат национальных премий и наград, в том числе — ордена «Тридцать лет в искусстве» (1968).